# Ben 10: Echipa extraterestră
Ben 10: Echipa extraterestră (engleză Ben 10: Alien Force) este un serial de animație televizat american creat de echipa Man of Action (un grup format din Duncan Rouleau, Joe Casey, Joe Kelly și Steven T. Seagle) și produs de Cartoon Network Studios. Este o continuare a Ben 10 (2005–2008) și adoptă un ton mai întunecat decât serialul predecesor.
Premiera serialului la Cartoon Network a fost în 18 aprilie 2008, în Statele Unite. Premiera în România a fost la City Mall din București, în data de 4 aprilie 2009 ora 16:00, fiind o vizionare specială, fiind difuzat pe Cartoon Network România în data de 13 aprilie. Serialul a fost produs inițial cu titlul de lucru Ben 10: Hero Generation.
A fost urmat de Ben 10: Ultimate Alien în 2010.

## Premisa
Cinci ani după evenimentele petrecute în prima serie, Ben Tennyson, în vârstă de 15 ani s-a întors la normal, la o viață obișnuită. Terminând cu aventurile sale, Ben și-a scos omnitrixul și a crescut de la un băiat mic într-un adolescent pe care te poți baza.
Însă o nouă amenințare se apropie rapid de Pământ. O rasă de extratereștri parazită, Hibrizii, au ajuns în mod secret pe Pământ, cu intenția de a distruge omenirea. Max, bunicul lui Ben fiind un membru al organizației Instalatorilor, deja a pornit în călătoria de a încerca să-i oprească, dar de-atunci n-a mai fost văzut. Ben nu are de ales și trebuie să folosească încă o dată omnitrixul. Omnitrixul s-a contopit din nou cu corpul adolescentului, rezultând noi forme, funcții și extratereștri în care se poate transforma.
Ben nu este singur. Verișoara lui, Gwen, i se alătură și ea, având puteri magice care au crescut semnificativ pe parcursul anilor. De asemenea, lui Ben i se alătură și rivalul său, Kevin Levin care și-a petrecut timpul în vidul nul. Pe parcursul seriei, Ben, Gwen și Kevin izgonesc hibrizii, se luptă cu inamici vechi și noi.

## Personaje

### Ben Tennyson
Nici acum, când are 15 ani, Ben nu a uitat de simțul aventurii. Dar când Bunicul Max lipsește Ben trebuie să devină liderul echipei. Acum Omnitrixul este evoluat, dându-i lui Ben șansa de a se transforma în 10 extratereștri noi: Flacără vie, Ecou Ecou, Umangozaur, Goop, Jet Ray, Encefal, Vifor, Chromastone, Maimuța Păianjen, și Extraterestrul X .
1. Swampfire este un extraterestru care arată ca o plantă și care poate arunca cu flăcări din mâini, și controla plantele din apropiere.
2. Ecou Ecou este un extraterestru mic și alb care se poate multiplica și care poate emite sunete sonice asurzitoare.
3. Umangozaurul este un uriaș portocaliu care poate atinge 20 de metri și care poate strivi orice cu forța lui extremă!
4. Goop este făcut din mucus care mai este și acid, cu care-și poate modifica forma.
5. Jetray este un extraterestru zburător și mai rapid ca XLR8. Poate trage cu lasere din ochi și coada.
6. Encefal este la fel de inteligent precum un galvan, dar are forma unui crab uriaș, puterea lui constând în creierul său enorm care folosește electricitatea pentru atac sau pentru a mișca lucrurile.
7. Viforul face parte dintr-o specie puternică de extratereștri având puterea de a deveni invizibil si intangibil. Pe lânga astea poate provoca vânturi atât de reci încât îngheață inamicul, mai este capabil și de zbor.
8. Chromastone are formă humanoidă, pielea lui e facuta din piatră și poate folosi cristalele din el pentru a absorbi energia și apoi să o foloseasca impotriva inamicilor.
9. Maimuța Păianjen are forma unei maimuțe albastre cu patru brațe, care poate trage cu pânză de păianjen din coadă și să se cațere pe pereți. Abilitățile sale acrobatice o ajută în luptă foarte mult.
10. Extraterestrul X este cel mai puternic extraterestru dintre toți. Are formă humanoidă și este omnipotent, dar e nevoie ca Belligus si Serena, cele doua rațiuni care decid ce trebuie să facă, să fie de-acord cu Ben pentru a-l folosi.
11. Lodestar are formă humanoidă și e capabil să emită unde magnetice din corpul său, astfel e capabil să controleze tot ce-i din metal și poate zbura.
12. Rath este un tigru humanoid cu un temperament aprig și nu prea inteligent. În luptă își folosește pumnalele din mâini, forța, furia și abilitățile acrobatice.
13. Stafia din acest sezon e mult mai diferită ca cea de acum 5 ani când Ben a avut probleme cu ea. În-afară de înfățișarea hidoasă niciuna din puteri nu i s-a schimbat.
14. Uriașul are formă humanoidă, dar cu o marime colosală iar unindu-și mâinile poate trage cu un laser mortal. După Extraterestrul X acesta e cel mai puternic.
15. Cap de diamant este un extraterestru deja cunoscut din seria originală. Este creat din diamante, ceea ce-l face foarte dur (fizic). Acesta este dur și mentalic, când se enervează putând arunca cu săgeți din diamante și cu care poate crea scuturi invincibile.

### Gwen Tennyson
Gwen este o adolescentă cu puteri magice. Aceste abilități o protejează în lupte. Gwen manipulează energia naturii pentru a crea scuturi, tentacule și raze de energie din mâinile sale.

### Kevin Levin
Kevin a fost un personaj negativ care a vrut să-l distrugă pe Ben, dar acum s-au împrietenit și luptă împotriva răului. Are abilitatea de-a absorbi orice material și energie, aceasta însă făcându-l s-o ia razna și să distrugă tot. În secret, Kevin este îndrăgostit de Gwen, dar nu admite acest lucru.

## Episoade
| Premiera originală | Premiera în România | N/o | Titlu român                       | Titlu original                    |
| ------------------ | ------------------- | --- | --------------------------------- | --------------------------------- |
|                    |                     |     |                                   |                                   |
| PRIMUL SEZON       |                     |     |                                   |                                   |
|                    |                     |     |                                   |                                   |
| 18.04.2008         | 13.04.2009          | 01  | Ben 10 se întoarce                | Ben 10 Returns                    |
| 18.04.2008         | 13.04.2009          | 02  | Ben 10 se întoarce                | Ben 10 Returns                    |
|                    |                     |     |                                   |                                   |
| 26.04.2008         | 14.04.2009          | 03  | Toată lumea vorbește despre vreme | Everybody Talks About the Weather |
|                    |                     |     |                                   |                                   |
| 03.05.2008         | 15.04.2009          | 04  | Kevin marchează puternic          | Kevin’s Big Score                 |
|                    |                     |     |                                   |                                   |
| 10.05.2008         | 16.04.2009          | 05  | Tot ce strălucește                | All That Glitters                 |
|                    |                     |     |                                   |                                   |
| 17.05.2008         | 17.04.2009          | 06  | Max îsi face apariția             | Max Out                           |
|                    |                     |     |                                   |                                   |
| 31.05.2008         | 20.04.2009          | 07  | Presiunea de pe chei              | Pier Pressure                     |
|                    |                     |     |                                   |                                   |
| 07.06.2008         | 21.04.2009          | 08  | Din ce sunt făcute fetițele?      | What Are Little Girls Made Of?    |
|                    |                     |     |                                   |                                   |
| 14.06.2008         | 22.04.2009          | 09  | Mănușa de protecție               | The Gauntlet                      |
|                    |                     |     |                                   |                                   |
| 05.07.2008         | 23.04.2009          | 10  | Paradox                           | Paradox                           |
|                    |                     |     |                                   |                                   |
| 12.07.2008         | 24.04.2009          | 11  | În ordinul cavalerilor            | Be-Knighted                       |
|                    |                     |     |                                   |                                   |
| 19.07.2008         | 27.04.2009          | 12  | Ajutoarele instalatorilor         | Plumber’s Helpers                 |
|                    |                     |     |                                   |                                   |
| 31.08.2008         | 28.04.2009          | 13  | X = Ben + 2                       | X = Ben + 2                       |
|                    |                     |     |                                   |                                   |
| SEZONUL 2          |                     |     |                                   |                                   |
|                    |                     |     |                                   |                                   |
| 10.10.2008         | 29.04.2009          | 14  | Darkstar își face apariția        | Darkstar Rising                   |
|                    |                     |     |                                   |                                   |
| 17.10.2008         | 30.04.2009          | 15  | Singuri, dar împreună             | Alone Together                    |
|                    |                     |     |                                   |                                   |
| 24.10.2008         | 01.05.2009          | 16  | Copie bună, copie rea             | Good Copy, Bad Copy               |
|                    |                     |     |                                   |                                   |
| 07.11.2008         | 04.05.2009          | 17  | Ultimul dans                      | Save the Last Dance               |
|                    |                     |     |                                   |                                   |
| 14.11.2008         | 05.05.2009          | 18  | Sub acoperire                     | Undercover                        |
|                    |                     |     |                                   |                                   |
| 21.11.2008         | 06.05.2009          | 19  | Un animal de companie             | Pet Project                       |
|                    |                     |     |                                   |                                   |
| 23.11.2008         | 07.05.2009          | 20  | Pedepsit                          | Grounded                          |
|                    |                     |     |                                   |                                   |
| 05.12.2008         | 08.05.2009          | 21  | În vid                            | Voided                            |
|                    |                     |     |                                   |                                   |
| 12.12.2008         | 11.05.2009          | 22  | Omul din interior                 | Inside Man                        |
|                    |                     |     |                                   |                                   |
| 23.03.2009         | 12.05.2009          | 23  | Oameni din aceeași categorie      | Birds of a Feather                |
|                    |                     |     |                                   |                                   |
| 24.03.2009         | 13.05.2009          | 24  | Dezgropați                        | Unearthed                         |
|                    |                     |     |                                   |                                   |
| 27.03.2009         | 14.05.2009          | 25  | Războiul lumilor                  | War of the Worlds                 |
| 27.03.2009         | 15.05.2009          | 26  | Războiul lumilor                  | War of the Worlds                 |
|                    |                     |     |                                   |                                   |
| SEZONUL 3          |                     |     |                                   |                                   |
|                    |                     |     |                                   |                                   |
| 11.09.2009         | 17.05.2010          | 27  | Răzbunarea lui Vilgax             | The Vengeance of Vilgax           |
| 11.09.2009         | 18.05.2010          | 28  | Răzbunarea lui Vilgax             | The Vengeance of Vilgax           |
|                    |                     |     |                                   |                                   |
| 18.09.2009         | 19.05.2010          | 29  | Inferno                           | Inferno                           |
|                    |                     |     |                                   |                                   |
| 25.09.2009         | 20.05.2010          | 30  | Aur murdar                        | Fool’s Gold                       |
|                    |                     |     |                                   |                                   |
| 09.10.2009         | 21.05.2010          | 31  | Simplu                            | Simple                            |
|                    |                     |     |                                   |                                   |
| 16.10.2009         | 24.05.2010          | 32  | Nu ne temem de recuperatori       | Vredle, Vredle                    |
|                    |                     |     |                                   |                                   |
| 23.10.2009         | 25.05.2010          | 33  | Cu o mâna                         | Single Handed                     |
|                    |                     |     |                                   |                                   |
| 06.11.2009         | 26.05.2010          | 34  | În cel mai rău caz                | If All Else Fails                 |
|                    |                     |     |                                   |                                   |
| 13.11.2009         | 27.05.2010          | 35  | În calea farmecelor               | In Charms Way                     |
|                    |                     |     |                                   |                                   |
| 20.11.2009         | 28.05.2010          | 36  | Orașul fantomă                    | Ghost Town                        |
|                    |                     |     |                                   |                                   |
| 04.12.2009         | 03.10.2010          | 37  | Dublura                           | Trade Off                         |
|                    |                     |     |                                   |                                   |
| 11.12.2009         | 03.10.2010          | 38  | Cutia cu surpriză                 | Busy Box                          |
|                    |                     |     |                                   |                                   |
| 08.01.2010         | 04.10.2010          | 39  | Furia lui Rath                    | Con of Rath                       |
|                    |                     |     |                                   |                                   |
| 15.01.2010         | 05.10.2010          | 40  | Primus                            | Primus                            |
|                    |                     |     |                                   |                                   |
| 22.01.2010         | 06.10.2010          | 41  | Timpul vindecă orice rană         | Time Heals                        |
|                    |                     |     |                                   |                                   |
| 29.01.2010         | 07.10.2010          | 42  | Secretul lui Chromastone          | The Secret of Chromastone         |
|                    |                     |     |                                   |                                   |
| 12.03.2010         | 08.10.2010          | 43  | Mai presus mai departe            | Above and Beyond                  |
|                    |                     |     |                                   |                                   |
| 19.03.2010         | 09.10.2010          | 44  | Vendetta                          | Vendetta                          |
|                    |                     |     |                                   |                                   |
| 26.03.2010         | 10.10.2010          | 45  | Bătălia finală                    | The Final Battle                  |
| 26.03.2010         | 10.10.2010          | 46  | Bătălia finală                    | The Final Battle                  |
|                    |                     |     |                                   |                                   |
| FILM               |                     |     |                                   |                                   |
|                    |                     |     |                                   |                                   |
| 25.11.2009         | 09.12.2009          | F1  | Ben 10: Alien Swarm               | Ben 10: Alien Swarm               |
|                    |                     |     |                                   |                                   |